# كازويا إيقاراشي
كازويا إيقاراشي (باليابانية: 五十嵐 和也) (24 أكتوبر 1965 في إيواته في اليابان – )؛ هو لاعب كرة قدم ياباني سابق كان يلعب كمدافع.

## وصلات خارجية
- كازويا إيقاراشي على موقع رابطة كرة القدم اليابانية للمحترفين (اليابانية)
- كازويا إيقاراشي على موقع عالم كرة القدم.نت (الإنجليزية)